# フィロキノンモノオキシゲナーゼ (2,3-エポキシ化)
フィロキノンモノオキシゲナーゼ (2,3-エポキシ化)（phylloquinone monooxygenase (2,3-epoxidizing)）は、次の化学反応を触媒する酸化還元酵素である。
フィロキノン + 還元型受容体 + O2 {\displaystyle \rightleftharpoons } 2,3-エポキシフィロキノン + 受容体 + H2O
この酵素の基質はフィロキノン、還元型受容体とO2で、生成物は2,3-エポキシフィロキノン、受容体とH2Oである。
この酵素は酸化還元酵素に属し、基質に特異的に作用する。酸素は酸化剤として還元されると同時に基質に取り込まれる。組織名はphylloquinone,hydrogen-donor:oxygen oxidoreductase (2,3-epoxidizing)で、別名にphylloquinone epoxidase、vitamin K 2,3-epoxidase、vitamin K epoxidase、vitamin K1 epoxidaseがある。